# Édouard Dermit
Édouard Dermit o Dermithe, nacido Antoine Dermit (Pazin, Istria
 Italia, 18 de enero de 1925 - París, 15 de mayo de 1995), fue un actor y pintor francés.
Fue el hijo adoptivo, heredero universal y amante de Jean Cocteau. Igualmente pintor, fue responsable de terminar en 1965 la Capilla Notre-Dame-de-Jérusalem de la localidad francesa de Fréjus, diseñada por Cocteau y que dejó inacabada a su muerte en 1963. Experto comediante, Édouard Dermit fue un estrecho colaborador de Max Jacob y uno de los principales amigos del pintor.
Su hijo, Stéphane, ha vendido a Pierre Bergé, del que también era ahijado, la última casa de Jean Cocteau en Milly-la-Forêt convertida en la Maison Cocteau inaugurada el 23 de junio de 2010.

## Filmografía
- 1948: L'Aigle à deux têtes, de Jean Cocteau (no acreditado).
- 1950: Les Enfants terribles, de Jean-Pierre Melville: Paul
- 1950: Orphée, de Jean Cocteau: Cégeste
- 1960: Le Testament d'Orphée, de Jean Cocteau: Cégeste
- 1965: Thomas l'imposteur, de Georges Franju: el capitán Roy